# Ракунолики пас
Ракунолики пас (Nyctereutes procyonoides) је врста звери из породице паса (Canidae).

## Распрострањеност
Врста има станиште у Вијетнаму, Јапану, Јужној Кореји, Кини, Монголији, Русији и Северној Кореји.

## Станиште
Ракунолики пас има станиште на копну.

## Угроженост
Ова врста није угрожена, и наведена је као последња брига јер има широко распрострањење.

### Популациони тренд
Популација ове врсте је стабилна, судећи по доступним подацима.
- Ракунолики пас сликан у Јапану
- Ракунолики пас (Nyctereutes procyonoides) у зоолошком врту.
- Ракунолики пас